# NGC 1539-1
NGC 1539-1 is een compact sterrenstelsel in het sterrenbeeld Stier. Het hemelobject werd op 6 september 1864 ontdekt door de Duitse astronoom Albert Marth. Het sterrenstelsel bevindt zich dicht bij NGC 1539-2.

## Synoniemen
- PGC 14852
- ZWG 488.1
- 5ZW 373